# Серов, Владимир Александрович
Влади́мир Алекса́ндрович Серо́в (21 июля 1910, Эммаус, Тверская губерния — 19 января 1968, Москва) — русский советский живописец и график, влиятельный представитель соцреалистической школы сталинского периода, педагог. Действительный член (с 1954; член-корреспондент с 1947) и президент (1962—1968) Академии художеств СССР. Народный художник СССР (1958). Лауреат двух Сталинских премий (1948, 1951). Первый секретарь правления Союза художников РСФСР (1960—1968).

## Биография
Родился 8 (21) июля 1910 год в селе Эммаус (ныне — в Калининском районе Тверской области), в семье сельских учителей — Александра Прокопьевича и Надежды Ильиничны.
В 1931 году окончил Ленинградский институт пролетарских изобразительных искусств (ныне — Институт живописи, скульптуры и архитектуры имени И. Е. Репина), мастерская В. Е. Савинского, представив дипломную картину «Приезд Ленина в Петроград в 1917 году». В 1931—1933 годах учился там же, в аспирантуре у И. И. Бродского. В 1934 году при окончании аспирантуры представил работу «Сибирские партизаны».
В 1933—1942 годах преподавал в Ленинградском институте живописи, скульптуры и архитектуры, профессор.
Во время войны и блокады часть времени оставался в осаждённом Ленинграде, в 1943 году был эвакуирован в Самарканд.. Председатель Ленинградского отделения  Союза советских художников (1941—1948). Уже 26 июня 1941 года на улицах Ленинграда был расклеен плакат художника «Били, бьем и будем бить!». Участвовал в работе объединения «Боевой карандаш», затем — в послевоенном восстановлении художественной жизни Ленинградского отделения Союза. С 1957 года жил и работал в Москве.
Автор картин на историко-революционные темы, портретов, пейзажей, натюрмортов. В картинах художника, посвящённых событиям Октябрьской революции и первых лет Советской власти, исторические события интерпретируются в духе официальной историографии 1940—1960 годов.
Занимался также книжной иллюстрацией, неизменно выбирая произведения отечественной классики «первого ряда». Ему принадлежат иллюстрации к поэме Н. А. Некрасова «Кому на Руси жить хорошо» (чёрный карандаш, соус, гуашь, 1948—1949), к роману Л. Н. Толстого «Война и мир» (преимущественно темпера, 1951—1953), к поэме А. С. Пушкина «Полтава» , сказкам, к роману Максима Горького «Фома Гордеев» и др. В 1957—1962 годах создал серию цветных иллюстраций к «Слову о полку Игореве».
Автор ряда политических плакатов: «Овладевай техникой, будь в первых рядах строителей социализма» (1934); «Заменим!» (1941); «Били, бьём и будем бить!» (1941); «Защитим город Ленина» (1941); «Приказ Сталина — приказ Родины!» (1942), «Отстоим Волгу-матушку!» (1942), «Мы отстояли Ленинград. Мы восстановим его!» (хромолитография, 1944).
Работал и как карикатурист, на острие его пера — знакомые и незнакомые лица, литературные персонажи, отрицательные типажи. В его мемориальном музее хранятся шаржи и юмористические рисунки.
Действительный член (1954; член-корреспондент,1947), президент АХ СССР с 1962 года. Первый секретарь правления Союза художников РСФСР (1960—1968).
Член ВКП(б) с 1942 года. Член ЦРК КПСС с 1961 года. Делегат XXII и XXIII съездов КПСС. Депутат Верховного Совета РСФСР с 1958 года.
Скончался 19 января 1968 года в Москве; похоронен на Новодевичьем кладбище (уч. 6).

## Награды и звания
- Народный художник РСФСР (1956)
- Народный художник СССР (1958)
- Сталинская премия первой степени (1948) — за картину «Ленин провозглашает Советскую власть» (1947)
- Сталинская премия второй степени (1951) — за картину «Ходоки у В. И. Ленина» (1950)
- Два ордена Ленина (21.06.1957[12] и 27.10.1967[13])
- Орден Трудового Красного Знамени
- Медаль «За оборону Ленинграда» (1943)
- Медаль «За доблестный труд в Великой Отечественной войне»
- Медаль «За победу над Германией в Великой Отечественной войне»

## Главные работы
- «Сибирские партизаны» (1934, Музей им. И. И. Бродского, Бердянск)
- «На Юденича» (1934, Государственный центральный музей современной истории России, Москва).
- «Приезд В. И. Ленина в Петроград в 1917 году» (1937). Картина была с успехом показана на крупнейшей выставке тех лет — «Индустрия социализма» и на Международной выставке 1937 года в Париже.
- «24 октября 1917 года» (19хх, Музей Русского искусства, Киев)
- «Штаб Чапаева» (1938, Центральный музей Вооружённых Сил. Экспонировалось на выставке «20 лет РККА»)
- «Ледовое побоище» (1942, Государственный Русский музей[источник не указан 3003 дня])
- «Последний патрон» (1942, Музей обороны Ленинграда)
- «Балтийский десант» (1942, Центральный военно-морской музей, Санкт-Петербург)
- «Въезд Александра Невского в Псков» (1945, ГРМ)
- «В. И. Ленин провозглашает Советскую власть» (1947, КНР, вариант (без образа И. В. Сталина) — 1962, ГТГ)
- «Ходоки у В. И. Ленина» (1950, Центральный музей В. И. Ленина, Москва, ныне музей находится в составе ГИМ)
- «Зимний взят!» (1954, ГТГ)
- «Ждут сигнала (Перед штурмом)» (1957, ГТГ)
- «Декрет о мире» (1957, ГТГ)
- «Декрет о земле» (1957, ГТГ)
- «Рабочий» (1960)
- Серия из 10 цветных иллюстраций к «Слову о полку Игореве», 1957—1962 (бумага, темпера); оригиналы в Ростовском областном музее изобразительных искусств; ил. опубликованы в 1963 году вместе с переводом В. А. Жуковского, в дальнейшем никогда не переиздавались.
- «Сталевар», 1966

- Марка ГДР, 1969 г. «Рабочий»
- Марка СССР, 1987 г. «Штурм Зимнего дворца»
- Марка СССР, 1954 г. «Ленин провозглашает Советскую власть» (первоначальный вариант 1947 г., со Сталиным)
- Марка СССР, 1987 г. «Ленин провозглашает Советскую власть» («исправленный» вариант 1962 г., без Сталина)
- Почтовая марка СССР, 1970 год «С Лениным» (по картине В. Серова, 1961)
- Почтовая марка СССР, 1967 год. Выступление Ленина на 2-м съезде Советов

## Память
В родном селе художника в честь 70-летия со дня его рождения (1980 год) был открыт художественный музей. Сейчас это один из филиалов Тверской областной картинной галереи (Мемориально-художественный музей Владимира Серова).
В музее экспонируется автопортрет художника, написанный в блокадном Ленинграде (во время войны художник участвовал в работе объединения «Боевой карандаш»), личный ящик с красками, портрет матери художника, жены Генриэтты Сергеевны — очень красивой женщины, в которой текла еврейская и цыганская кровь, этюды к картинам. Очень хорош портрет дочери художника Маши. И жена, и дочь художника не раз бывали в этом музее.
В годы ученичества и студенчества, а также позднее, уже известным художником, Владимир Александрович неоднократно приезжал в Эммаус и подолгу здесь жил и работал.
В Москве на доме (набережная Тараса Шевченко, 1/2), в котором в жил художник, установлена мемориальная доска.